# Ponyville
Ponyville è una città immaginaria del regno d'Equestria, ambientazione principale della serie My Little Pony - L'amicizia è magica. Viene presentata nel primo episodio e costituisce il teatro principale in cui si svolgono gli episodi della serie.

## Storia
Ponyville è una delle prime città fondate dai "pony di terra", una delle tre razze principali che abitano il regno d'Equestria. Nella seconda stagione viene rivelato che la famiglia di Applejack fu la prima a stabilirsi nella regione di Ponyville quando Granny Smith era ancora giovane. Mentre si trovavano in visita alla città di Canterlot, lei e la sua famiglia ricevettero da Princess Celestia un lotto di terra vicino alla foresta di Everfree, dove iniziarono a piantare un frutteto di mele. Tuttavia, si trovarono ben presto in carenza di cibo, dato che l'inverno era rigido e il frutteto aveva bisogno di tempo per crescere. Così Granny Smith una notte si recò nella foresta di Everfree, dove trovò una numerosa quantità di alberi di una miracolosa varietà di mele chiamate mele Zap; ne raccolse i semi e, una volta tornata a casa, li piantò, dando vita a un prodigioso frutteto di mele Zap. Attratti dalla marmellata che la famiglia Apple produceva grazie a quelle mele color arcobaleno, altri pony di terra, pegasi e unicorni cominciarono ad arrivare nel paese, e Stinkin Rich, il nonno di Diamond Tiara, aprì un mercato basato su tale prodotto. L'afflusso di pony continuò e diede origine alla città di Ponyville.

## Strutture

### Angolo Zuccherino
L'Angolo Zuccherino (Sugarcube Corner in originale) è una pasticceria e panificio gestito dai coniugi Cake con l'aiuto di Pinkie Pie; è anche il luogo in cui essi vivono. Vi si reca in occasione di una visita a Ponyville la stessa Princess Celestia, e vi si tiene la festa in onore del cutie mark (cute-ceañera in originale) di Diamond Tiara e Silver Spoon. L'edificio sembra fatto di pan di zenzero, i cui piani superiori, a forma di due cupcake rosa con tanto di candele sul tetto, sono le stanze dove vive Pinkie Pie. La porta principale dell'edificio dà nel negozio vero e proprio, mentre attraverso quella sul retro si accede alla cucina.

### Biblioteca Quercia Dorata
La biblioteca di Ponyville (Golden Oak Library in originale) è la residenza di Twilight Sparkle e Spike fino alla fine della quarta stagione. La sala principale di lettura, dalle pareti ricoperte di libri, si trova al piano terra, mentre i piani più alti fungono da camera da letto. Vi è un grande alveare appeso ad un ramo, mentre sul portone d'ingresso si può scorgere la figura di una candela. Verrà distrutta da Lord Tirek e successivamente, una parte delle macerie verrà trasportata all'interno del Castello dell'amicizia, nella sala del trono.

### Castello dell'amicizia
Nome attribuito da Spike alla residenza reale di Princess Twilight Sparkle. Nato a seguito dell'apertura dello scrigno misterioso fiorito dall'Albero dell'armonia, sorge poco fuori Ponyville. Il castello ha la forma di un albero, fatto interamente di cristallo.
Al suo interno si trova in particolare la sala dei troni, in cui sono presenti un trono per ciascuno degli Elementi dell'armonia, nonché la Cutie-mappa (anche nota come la Mappa dell'amicizia o semplicemente "la mappa").
A partire dalla sesta stagione, ospita sotto il suo tetto anche Starlight Glimmer, in qualità di allieva di Twilight Sparkle.

### Carousel Boutique
Il negozio di Rarity, nonché il luogo in cui vive. Rarity progetta i suoi abiti nel laboratorio al piano terra, provvisto di manichini, rotoli di stoffa e paraventi.

### Giardino Dolci Mele
La fattoria e dimora di Applejack, Big McIntosh, Granny Smith e Apple Bloom, chiamata Sweet Apple Acres in originale. Situata alla periferia di Ponyville, la fattoria è dedita soprattutto alla coltivazione di meli, ma anche grano, carote e all'allevamento di animali. Vi si tiene l'annuale Fiera della Sorellanza (Sisterhooves Social in originale).

### Ospedale
Visto per la prima volta nell'episodio Baby Cakes, l'ospedale di Ponyville è anche apparso in Rainbow Dash e il libro d'avventure, quando Rainbow Dash si frattura l'ala destra e rimane in degenza per un breve periodo di tempo. Il personale medico che compare nello show comprende un dottore (unicorno), alcune infermiere (tutte pony di terra) e un agente di sicurezza (anch'egli pony di terra).

### Piazza della città
Al centro della piazza di Ponyville si trova il municipio, residenza del Sindaco. Vi si trova anche una fontana con una scultura di un pony di terra come statua, e nello spazio restante diversi stendardi colorati. La piazza è circondata per tre lati dalle case degli abitanti, e per un lato dal fiume che traversa tutta Ponyville. Dietro il municipio si trovano numerose tende colorate. Due ponti collegano la piazza all'altra sponda del fiume.

### Scuola di amicizia
Un istituto fondato da Princess Twilight Sparkle per insegnare la magia dell'amicizia agli abitanti di Equestria e, soprattutto, delle terre al di fuori. Il corpo docenti è costituito dalle cinque amiche di Twilight, con l'aiuto di Starlight Glimmer nel ruolo di consigliere per l'orientamento. A causa dei metodi educativi non convenzionali in essa adottati, la scuola non è formalmente riconosciuta dall'Associazione per l'Istruzione di Equestria, l'organo guidato dal presidente Neighsay.
Twilight passerà il ruolo di preside a Starlight Glimmer in occasione della propria incoronazione a regnante di Equestria, e Starlight a sua volta nominerà Trixie nuova consigliera di orientamento, assegnando inoltre a Sunburst il ruolo di vicepreside.

### Scuola di Ponyville
Ponyville ha una scuola che appare per la prima volta nell'episodio L'importanza del Cutie Mark. L'edificio presenta un'asta su cui sventola una bandiera rossa, un piccolo campanile che segna l'inizio e la fine delle lezioni, e un cartello che raffigura un libro aperto e le sagome di due puledri che leggono. A quanto pare, nella scuola c'è una sola classe, tenuta dall'insegnante Cheerilee, e un seminterrato dove si trova la sala stampa del giornaletto scolastico Foal Free Press

### Torre dell'orologio
La torre dell'orologio è visibile dal cottage di Fluttershy. Si tratta di una torre con un campanile che ospita una campana dorata ed il quadrante di un orologio che presenta a volte otto tacche per le ore, altre volte dodici.

### Altre costruzioni
In Ponyville si trovano anche una sala da bowling, una casa per anziani, un centro di bellezza, un bar, svariati negozi e una diga.